# Анна Анкер
Анна Анкер (дан. Anna Ancher, до шлюбу Анна Кірстін Брьондум (дан. Anna Kirstine Brøndum); 18 серпня 1859, Скаген — 15 квітня 1935, Скаген) — данська художниця-портретистка.

## Біографія
Анна Кірстін Брьондум (дат. Anna Kirstine Brøndum) народилася 18 серпня 1859 року в данському рибальському селищі Скаген, на півночі Ютландії в багатодітній родині п'ятою з шести дітей. Її батько, Ерік Андерсен Брьондум (Erik Andersen Brøndum, 1820—1890) був торговцем, мати — Ане Гедвіг Мьоллер (Ane Hedvig Møller,1826-1916).
Її талант став очевидним у ранньому віці. Змалечку цікавилась живописом, була знайома з багатьма художниками, які жили у Скагені. Перші уроки живопису брала у відомих художників Карла Мадсена, Вігго Йогансена і Мікаеля Анкера, які приїхали в Скаген в 1870-х. Впродовж 1875-78 років відвідувала Школу живопису для жінок Вільгельма Кіна в Копенгагені, після чого повернулася додому. Анна Брьондум навчалась живопису також в Парижі.
У 1880 році Анна Брьондум одружилася з художником Мікаелем Анкером, перші роки жила з ним у Garden House. У 1883 році народила дочку Гельґу Анкер (Helga Ancher), і сім'я переїхала в Скаген. Анна Брьоннум-Анкер продовжувала писати і в шлюбі. Разом з чоловіком і друзями вона будувала імпресіоністську школу Skagenmale.

## Художній стиль
Ранні картини Брьондум-Анкер витримані в коричнево-червонуватих тонах і відбивають, за словами мистецтвознавців, «реальності нелегкого життя селянства». Вона мала власний стиль, проявившись як характерна художниця і спостережлива колористка. Жанрові картини і портрети Брьондум-Анкер вважаються душевнішими за портрети її чоловіка. Здавалося, теми і герої залишилися ті ж, але в полотнах з'явилося більше повітря, світла. Обличчя зображених святяться вірою і оптимізмом. Багато картин першого десятиліття ХХ століття написала на релігійні теми.
Брьондум-Анкер — єдина живописиця колонії Скаген, що неодноразово зображувала місцеве релігійне життя. Творчість Анкер є важливою віхою на шляху скандинавського живопису до реалізму. Анна Брьондум-Анкер обирала писати інтер'єри і прості сцени з повсякденного життя селян, рибалок, їхніх дружин і дітей.

## Твори
- «Вишивальниця, донька рибалки» (Sygende fiskerpige, ок. 1890)
- «У полуденну мить» (I middagsstunden, ок. 1914)
- «Юна дівчина робить букет» (En ung pige ordner blomster, ок. 1885)
- "Стара дружина рибалки " (Gammel fiskerkone, 1892)
- «Фру Брьоннум» (Fru Brøndum, 1890)
- «Весілля у Скагені» (Bryllup i Skagen, 1914)
- «Засідання місії» (Et missionsmøde, 1903)
- «Чоловік, який штопає панчохи» (En mand, der stopper strømper, ок. 1900—1910)
- «Сонячне світло в кімнаті» (Solskin i stuen, 1921).
- «Блакитна Ане» (Blå Ane), 1882
- «Дівчина на кухні» (Pigen i køkkenet), 1883-1886.

## Відзнаки
Анна Анкер із чоловіком — одні з найпопулярніших художників Данії, їхнє зображення розміщене на грошовій купюрі в 1000 крон.